# Quatuor Éolia
Le Quatuor Éolia est un quatuor français de flûtes traversières fondé en 2003 à Paris.
Le quatuor Eolia est reconnu dans le monde classique comme un modèle de renouveau du genre, en travaillant avec des compositeurs et arrangeurs. Depuis sa création, il a ouvert une nouvelle voie  en inspirant de jeunes quatuors à se former.

## Introduction
Le Quatuor Éolia est une formation originale mariant la grande flûte en Ut, le piccolo et la flûte alto.
Ouvert à tous les genres musicaux, le Quatuor Éolia intègre à son répertoire classique du jazz, des ragtimes, de la musique folklorique (Mexique, Brésil, Irlande) et des transcriptions de musiques de films.
- Depuis 2004, il se produit régulièrement dans toute la France

- En 2005, il obtient une médaille d'or à l'unanimité avec les félicitations au conservatoire de Saint-Maur-des-Fossés

- En 2007, il sort son premier album Voyage en Féerie, illustré par David Revoy

- En octobre 2008, il est élu « coup de cœur » des auditeurs de l'émission Dans la Cour des Grands[1] de Gaëlle Le Gallic sur France Musique

- En décembre 2009, il est programmé à la Maison de la Radio dans le cadre des concerts "Génération jeunes interprètes" de Radio France (diffusion sur France Musique)
- En 2014, il sort son deuxième album Musiques de Nuit
- En 2015, il travaille à son premier spectacle pour jeune public, en mettant en scène son Voyage en Féerie

## Membres
- Sophie Anis : flûte, flûte alto
- Johanne Favre-Engel : piccolo, flûte, flûte alto, direction artistique
- Marina Ferrari : flûte
- Camille Piccon : flûte

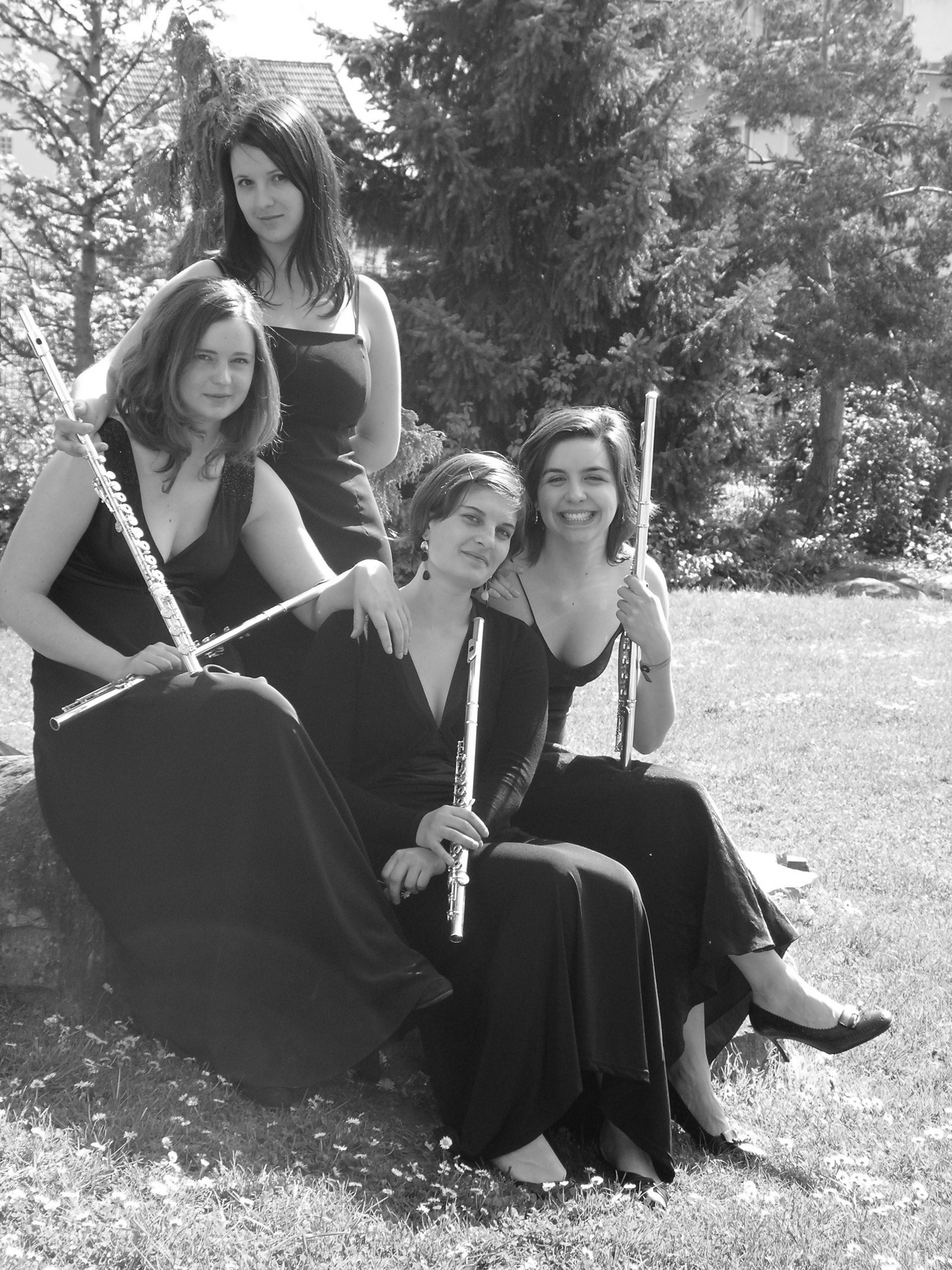
Quatuor Eolia
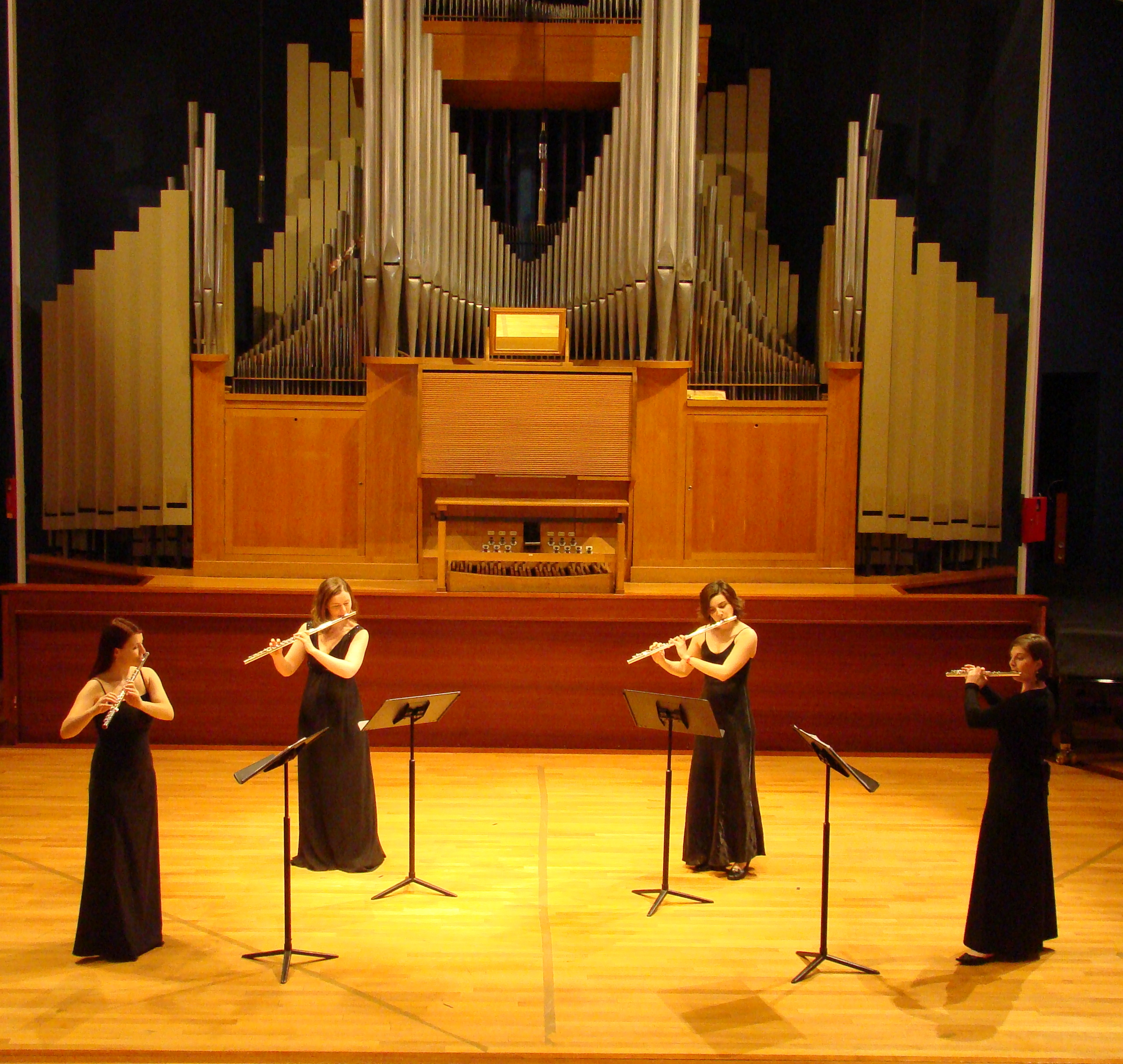
Quatuor Eolia en concert

## Répertoire
Le quatuor Éolia s'attache à développer le répertoire pour quatuor de flûtes : il a travaillé en collaboration avec le compositeur Mathieu Alvado, pour enrichir son répertoire avec des commandes de trois programmes entiers de compositions et d'arrangements inédits publiés aux éditions Delatour.
Programme Musiques de nuit :
- Une petite musique de nuit de Wolfgang Amadeus Mozart
- Musique pour les feux d'artifice royaux (Fireworks Music) de Georg Friedrich Haendel
- Clair de Lune de Claude Debussy
- Danse macabre de Camille Saint-Saëns
- Berceuse de Dolly de Gabriel Fauré
- Nocturno de Manuel De Falla
- Ein Sommernachtstraum de Felix Mendelssohn
- Sérénade en Mi M op.22 d'Antonin DVORAK
- une Nuit sur le Mont chauve de Modest Moussorgsky
- 12e Nocturne en sol majeur de Frédéric Chopin
- Prélude à la Nuit de Maurice Ravel
- Nightclub 1960 d'Astor Piazzolla
- Fêtes, extrait des Nocturnes de Claude Debussy

Programme Voyage en Féerie :
- Eolia et Suite irlandaise de Mathieu ALVADO
- Peer Gynt (suite n°1) d'Edward GRIEG
- Shéhérazade ou les Contes des mille et une nuits de Nicolaï RIMSKY-KORSAKOV
- Casse-noisette et la Belle au Bois dormant de Piotr Illitch TCHAIKOWSKY
- ma Mère l'Oye  de Maurice RAVEL
- l'Oiseau de Feu d'Igor STRAVINSKY
- Over the Rainbow d'Harold ARLEN
- Harry Potter de John WILLIAMS

Programme Sirènes :
- la Tempesta di Mare d'Antonio VIVALDI
- Sinfonia "la Mer troublée" de Joseph HAYDN
- "les Hébrides" - ouverture de la grotte de Fingal de Felix MENDELSSOHN
- le Lac des cygnes de Piotr Illitch TCHAIKOWSKY
- au bord de l'eau de Gabriel FAURÉ
- Poème de l'amour et de la mer d'Ernest CHAUSSON
- Aquarium de Camille SAINT-SAËNS
- en Bateau de Claude DEBUSSY
- The Sea Hawk d'Erich Wolfgang KORNGOLD

## Programmation
Le quatuor Éolia est régulièrement programmé dans les saisons musicales parisiennes, ainsi que dans des festivals.
Soucieux, au-delà d'interpréter les grandes œuvres du répertoire, de partager sa passion de la musique avec tous ceux qui n'y ont pas toujours accès, le quatuor Éolia propose régulièrement des concerts à entrée libre.
Le quatuor Éolia est soutenu par l'association loi 1901 Musica Eolia.

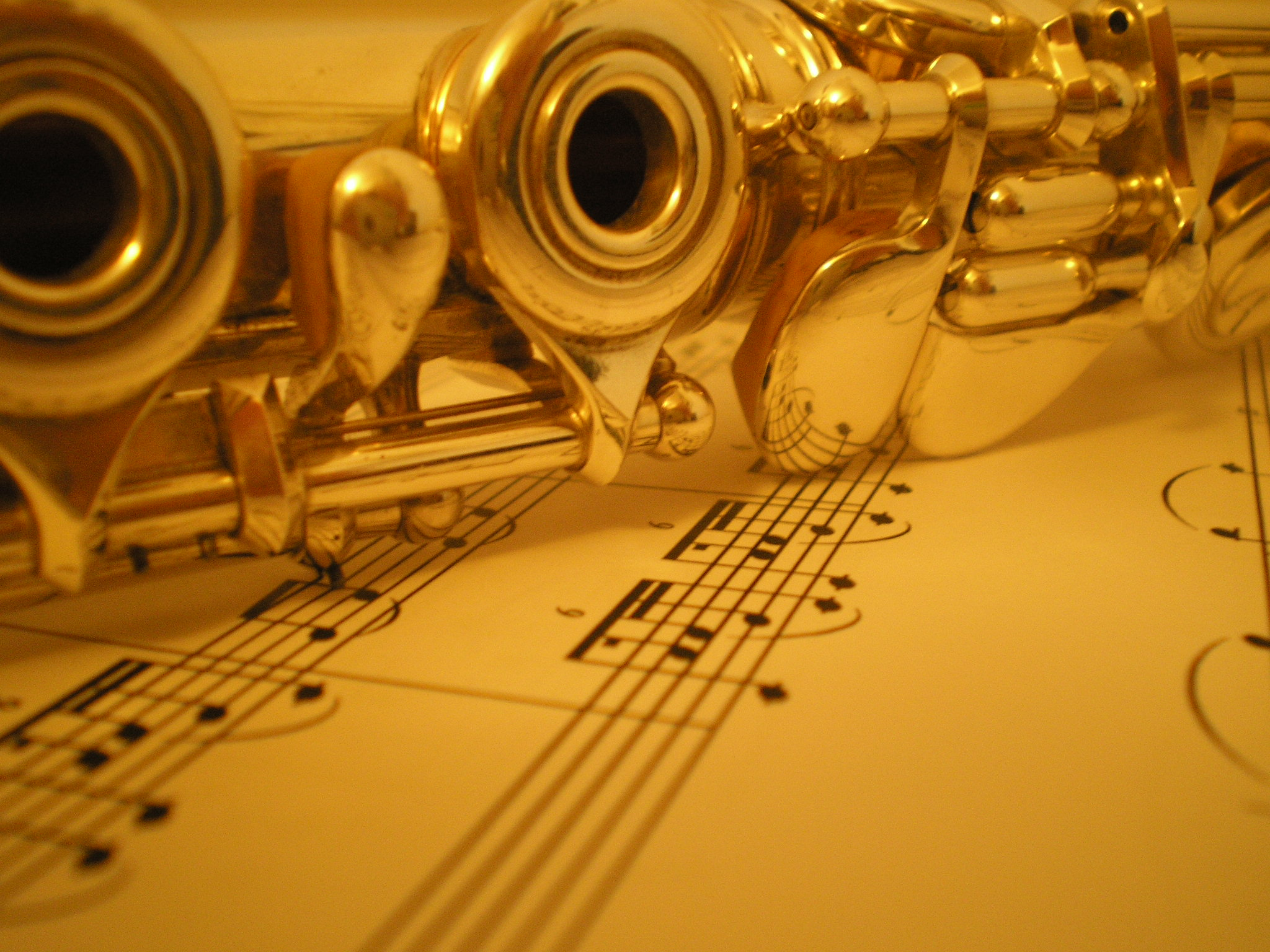
flûte